# تک‌نگاره
تک‌نگاره (به انگلیسی: grapheme) (به فرانسوی: Graphème) در زبان‌شناسی، کوچکترین واحد عملیاتی یک سامانه نوشتاری است.
تک‌نگاره کوچک‌ترین نماد از زبان نوشتاری است که مانند حروف موجب تمایز معنایی می‌شود؛ مثل نمادهای «م»، «:» و «؟» که هریک می‌توانند معنا را تغییر دهند. حروف ، ارقام، نشانه‌های نقطه‌گذاری و اِعراب‌گذاری (نشانه‌های سجاوندی)، همگی زیرمجموعه‌ای از تک‌نگاره‌ها هستند.

## نمونه‌ای از کاربرد تک‌نگارهٔ ویرگول برای تغییر اساسیِ معنا
- بخشش، لازم نیست اعدامش کنید.
- بخشش لازم نیست، اعدامش کنید.